# Синиця африканська
Синиця африканська (Melaniparus leucomelas) — вид горобцеподібних птахів родини синицевих (Paridae). Мешкає в Східній і Центральній Африці.

## Підвиди
Виділяють два підвиди:
- M. l. leucomelas (Rüppell, 1840) — Ефіопія, Судан, Еритрея;
- M. l. insignis (Cabanis, 1881) — Центральна Африка.

## Поширення і екологія
Африканські синиці живуть у сухих саванах і чагарникових заростях (в Ефіопії — у високогірних чагарникових заростях) на висоті від 760 до 2750 м над рівнем моря.